# Gandheralophus
Gandheralophus es un género extinto de perisodáctilos de la familia Isectolophidae que vivieron durante el Eoceno en lo que ahora es Pakistán.

## Descripción
Gandheralophus minor se conoce por el holotipo GSP−UM 6770, un dentario parcial con el tercer premolar derecho hasta el tercer molar in situ y por otros pequeños trozos de hueso; se encontró en la parte superior de la Formación Ghazij en la provincia de Balochistán (Pakistán), que es de una edad Eoceno inferior (Ypresiense). G. robustus se conoce por el holotipo GSP−UM 6768, una mandíbula parcial y por otros pequeños trozos de hueso; se encontró en la misma formación que el otro.

## Etimología
Gandheralophus fue nombrado oficialmente por Pieter Missiaen y Philip D. Gingerich en 2012. El nombre genérico viene de  Gandhera, localidad donde se encontró el primer espécimen, y del griego lophus, "cresta", un sufijo típico entre los tapiromorfos. El nombre específico de la especie tipo, "minor", viene del latín "menor", debido a su pequeña talla. El nombre específico de la otra especie viene del latín robustus, "robusto", ya que parece más robusto que la especie tipo.